# جورج روک
جورج روک (انگلیسی: George Rooke؛ ۱۶۵۰ – ۲۴ ژانویهٔ ۱۷۰۹) افسر نیروی دریایی پادشاهی بریتانیا و سیاستمدار بود. او به عنوان یک افسر جزء، در نبرد سولِبِی و دوباره در نبرد شونِوِلد در طول جنگ سوم انگلیس و هلند، در عملیات شرکت کرد. به عنوان کاپیتان، شاهزاده ویلیام از اورنج را به انگلستان منتقل کرد و در نبرد خلیج بانتری در طول جنگ ویلیامیت در ایرلند شرکت داشت.
روک به عنوان افسر پرچم، فرماندهی یک لشکر از نیروی دریایی سلطنتی را در طول شکست آنها در نبرد بیچی هد بر عهده داشت. او همچنین فرماندهی یک لشکر را در نبرد بارفلور بر عهده داشت و در نبرد لا هوگ خود را نشان داد. او بعداً هنگام اسکورت یک کاروان در نبرد لاگوس شکست خورد.
روک فرماندهی لشکرکشی ناموفق متفقین علیه کادیز را بر عهده داشت، اما در مسیر بازگشت، ناوگان گنجینه اسپانیا را در نبرد خلیج ویگو در مراحل آغازین جنگ جانشینی اسپانیا نابود کرد. او همچنین فرماندهی نیروهای دریایی متفقین را در تصرف جبل الطارق بر عهده داشت و در نبرد مالاگا به ناوگان فرانسه حمله کرد.